# Ruth E. Carter
 Ruth E. Carter (Springfield, Estats Units 1960) és una dissenyadora de vestuari estatunidenca, guanyadora de dos premi Oscar i col·laboradora habitual d'Spike Lee.

## Biografia
Va néixer el 10 d'abril de 1960 a la ciutat d'Springfield, població situada a l'estat de Massachusetts. Va estudiar a la Universitat de Hampton i es graduà en arts l'any 1982.

## Carrera artística
L'any 1985 es traslladà a Los Angeles, on conegué l'actor i director Spike Lee, amb el qual col·laborà en les pel·lícules Do the Right Thing (1989), Mo' Better Blues (1990), Jungle Fever (1991), Malcolm X (1992), Oldboy (2013), Da Sweet Blood of Jesus (2014) o Chi-Raq (2015). Per les seves creacions artístiques a Malcolm X va ser nominada a l'Oscar al millor vestuari, esdevenint la primera afroamericana en aconseguí aquesta fita.
Posteriorment treballà per Steven Spielberg a Amistad (1998), que li feu guanyà una segona nominació a l'Oscar; Brian Gibson a What's Love Got to Do with It (1992), Joss Whedon a Serenity (2005); John Singleton a Four Brothers (2005), Lee Daniels a El majordom; Ava DuVernay a Selma (2014); Ryan Coogler a Black Panther, per la qual aconseguí guanyar l'Oscar a millor vestuari; o Craig Brewer a Coming 2 America (2021). Repetí el premi Oscar per la seqüela de Black Panther, Black Panther: Wakanda Forever.
L'any 2016 fou nominada als Premis Emmy per la seva participació en la sèrie Arrels.

## Premis i nominacions

### Premis Oscar
| Any  | Categoria       | Pel·lícula                     | Resultat  |
| ---- | --------------- | ------------------------------ | --------- |
| 1992 | Millor vestuari | Malcolm X                      | Nominat   |
| 1997 | Millor vestuari | Amistad                        | Nominat   |
| 2018 | Millor vestuari | Black Panther                  | Guanyador |
| 2022 | Millor vestuari | Black Panther: Wakanda Forever | Guanyador |

### Premis Emmy
| Any  | Categoria       | Pel·lícula | Resultat |
| ---- | --------------- | ---------- | -------- |
| 2016 | Millor vestuari | Arrels     | Nominat  |